# Маяк острова Бернт
Маяк острова Бернт (англ. Burnt Island Light) — маяк, расположенный на небольшом острове Бернт на входе в гавань города Бутбей-Харбор, округ Линкольн, штат Мэн, США. Построен в 1821 году. Автоматизирован в 1989 году. Второй по старшинству маяк штата Мэн после маяка Портленда.

## Название
Название маяка и острова происходит от практики сжигания растительности для расчистки земли под пастбища для скота.

## История
Средства на строительство маяка для города Бутбей-Харбор были выделены в марте 1821 года. Местом для строительства был выбран остров Бернт. На нем была возведена гранитная башня, облицованная кирпичом, также был возведен и дом смотрителя. Для освещения использовались лампы с китовым жиром. В конце лета 1821 года маяк был открыт. В 1857 году был построен новый дом смотрителя, а также крытый переход от дома к башне. В том же году на маяк установили линзы Френеля. Линзы были заменены на электрифицированный маяк в 1962 году. На маяке был колокол, предупреждающий корабли звуком в условиях тумана, который также в 1962 году был заменен на электрический сигнал. Маяк был автоматизирован Береговой охраной США в 1988 году.
В 1998 вошел в программу «Маяки штата Мэн», в рамках которой маяк и дом смотрителя были восстановлены. А в 2003 году остров Бернт был превращен в музей под открытым небом в рамках программы «живая история».
В 1988 году маяк был включен в Национальный реестр исторических мест.